# Bullet the Blue Sky
"Bullet the Blue Sky" – piosenka rockowej grupy U2, pochodząca z jej wydanego w 1987 roku albumu, The Joshua Tree. Jest jednym z najgłośniejszych i najbardziej agresywnych utworów w całym dorobku zespołu.
Do napisania piosenki grupę zainspirowała interwencja zbrojna wojsk Stanów Zjednoczonych w Salwadorze, która miała miejsce w latach 80. Tym samym utwór w pełni poświęcony jest temu wydarzeniu i właśnie o nim opowiada. Bono śpiewając: "This guy comes up to me / His face red like a rose on a thorn bush / Like all the colors of a royal flush / And he's peeling off those dollar bills / Slapping them down", miał na myśli ówczesnego prezydenta Stanów Zjednoczonych, Ronalda Reagana.
Mimo iż piosenka nigdy nie została wydana jako singel, była grana niemal podczas wszystkich koncertów U2, począwszy od jej debiutu, 2 kwietnia 1987 roku. Wykonania na żywo "Bullet the Blue Sky" były zawsze łączone z innym utworem grupy, "Running to Stand Still"; miało to miejsce w trakcie tras The Joshua Tree Tour, Lovetown Tour, Zoo TV Tour oraz podczas pierwszych 46 koncertów Vertigo Tour. Zmieniło się to wraz z rozpoczęciem trasy PopMart Tour, gdzie piosenka przechodziła stopniowo w utwór "Please". Podczas koncertów w ramach trasy Elevation Tour, "Bullet the Blue Sky" była łączona z "With or Without You" lub coverem "What's Going On". Z kolei w trakcie trasy Vertigo Tour, miejsce piosenki zajął inny utwór grupy, "Miss Sarajevo".
The Edge, grając piosenkę, zawsze używa swojego czarnego Fendera Stratocastera (wyjątkiem były koncerty trasy PopMart Tour, gdzie grał na Gibsonie Les Paul). Dźwięk jest bardzo podobny do gitarowego solo, słyszanego w utworze "Echoes" Pink Floyd. Natomiast riff gitarowy został zapożyczony z innej piosenki zespołu, Surrender. 
Fragment piosenki został wykorzystany w zwiastunie filmu The Kingdom z 2007 roku.

## Covery
- Grający chrześcijańskiego rocka zespół Human zamieścił cover piosenki jako ukrytą ścieżkę na swoim albumie Out of the Dust (1998)[3].
- Zespół P.O.D. zamieścił cover piosenki na swoim albumie The Fundamental Elements of Southtown (1999).
- Holenderski zespół Kane zamieścił cover piosenki na swoim tribute albumie CD/DVD With or Without You (2000).
- Grupa Richard Cheese and Lounge Against the Machine zamieściła cover piosenki na swoim albumie Lounge Against the Machine (2000).
- Grupa Sepultura zamieściła cover piosenki na swoim EP Revolusongs (2003).
- Grupa Queensrÿche zamieściła cover piosenki na swoim albumie Take Cover (2007).
- Vieux Farka Touré wykonał cover piosenki na festiwalu Dun Laoghaire Festival of World Cultures.